# Star Wars: Rogue Squadron
Star Wars: Rogue Squadron és un videojoc d'acció de vol estil arcade desenvolupat conjuntament per Factor 5 i LucasArts. El primer dels tres jocs de la sèrie Rogue Squadron, va ser publicat per LucasArts i Nintendo i publicat per a Microsoft Windows i Nintendo 64 el desembre de 1998. La història del joc va estar influenciada pels còmics Star Wars: X-wing – Rogue Squadron i està ambientada a la galàxia de ficció La guerra de les galàxies, que té lloc principalment entre els esdeveniments de les pel·lícules Una nova esperança i L'Imperi contraataca. El jugador controla Luke Skywalker, comandant dels pilots d'elit X-wing coneguts com a Rogue Squadron. A mesura que avança el joc, Skywalker i Rogue Squadron lluiten contra l'Imperi Galàctic en 16 missions a través de diversos planetes.
El joc es presenta des de la perspectiva en tercera persona i els objectius del joc es divideixen en quatre categories: cercar i destruir, reconeixement, rescat i protecció. El jugador pot controlar cinc embarcacions i cadascuna ofereix una disposició d'armament única, així com diferents graus de velocitat i maniobrabilitat. Els power-ups addicionals que milloren les armes o la durabilitat d'aquestes embarcacions s'amaguen en diferents nivells al llarg del joc. El rendiment del jugador es compara amb tres punts de referència de medalles després de completar cada nivell. L'adquisició d'aquestes medalles promou el rang del jugador i ajuda a desbloquejar contingut ocult.
L'enfocament de Rogue Squadron en el combat en vol es va inspirar directament en un nivell de Star Wars: Shadows of the Empire que va permetre al jugador pilotar un snowspeeder. Treballant junts durant el desenvolupament, Factor 5 va dissenyar el motor del joc, la música i va treballar estretament amb Nintendo, mentre que LucasArts va produir la història i el joc del joc i s'assegurava que fos fidel al cànon de Star Wars. Abans del llançament del joc, Factor 5 va fer una crida amb èxit a Nintendo per llançar comercialment la memòria recentment desenvolupada de la Nintendo 64. En conseqüència, Rogue Squadron va ser un dels primers jocs que va aprofitar l'Expansion Pak, que permet jugar amb una resolució de pantalla més alta.
Després del llançament, els crítics van elogiar els assoliments tècnics del joc i els controls de vol, però el seu ús de la boira de distància i la manca d'un mode multijugador van generar crítiques. Les vendes del joc van superar les expectatives; a l'agost de 1999, més d'un milió de còpies s'havien venut a tot el món. Va generar dues seqüeles desenvolupades i llançades per a GameCube—Star Wars Rogue Squadron II: Rogue Leader i Star Wars Rogue Squadron III: Rebel Strike així com Star Wars Episode I: Battle for Naboo, un successor espiritual llançat per a Windows i Nintendo 64.

## Jugabilitat

El droide R2-D2 abord i les flames d'escapament de l'X-wing del jugador són exemples de detalls gràfics que destaquen. Totes les batalles tenen lloc en extensos mons en 3D a superfícies planetàries (malgrat que no hi ha batalles espacials) que van des dels deserts de Tatooine fins a les mines d'espècies de Kessel i fins i tot els oceans de Mon Calamari.

A diferència de la sèrie Star Wars: X-Wing que posa èmfasi en la simulació de combat espacial, Rogue Squadron és un videojoc d'acció. Cadascun dels 16 nivells del joc introdueix objectius de la missió que s'han de completar per avançar al següent nivell. Aquests objectius es divideixen en quatre categories: cercar i destruir, reconeixement, rescat i protecció. Les naus enemigues estan formades principalment per caces TIE. Les defenses terrestres són més variades i inclouen tres caminadors diferents, làser i torreta de míssils, tancs, droides sonda, llançadores, stormtroopers i bicicletes de velocitat.
El joc es presenta des de la perspectiva en tercera persona; una vista des de la cabina d'una nau està disponible. La pantalla d'atenció inclou un mesurador de salut, un radar i un recompte de municions per a armes secundàries. El jugador pot controlar cinc naus: X-wing, A-wing, Y-wing, snowspeeder i V-wing. Cada vehicle ofereix una disposició d'armament única, així com diferents graus de velocitat i maniobrabilitat. El joc inicialment restringeix el jugador a una nau particular per a cada nivell; tanmateix, després d'haver completat un nivell, es pot tornar a jugar amb qualsevol nau disponible. Els nivells establerts en llunes no atmosfèriques exposen la nau del jugador a l'espai; impedint així l'ús del speeder i de l'ala en V (que són repulsores); però com a altres nivells, la nau està limitada verticalment. Nou power-ups addicionals s'oculten en diferents nivells al llarg del joc. Aquestes bonificacions milloren les armes o la durabilitat d'una nau i s'apliquen a cada nau elegible durant la resta del joc.
El rendiment del jugador es mesura al llarg del joc i les estadístiques de rendiment es comproven després de cada nivell amb tres punts de referència de medalles. Cada punt de referència conté cinc categories: temps de finalització, nombre d'enemics destruïts, precisió del tir, nombre de naus amigues i estructures salvades i nombre de bonificacions recollides. Si el rendiment d'un jugador supera un dels tres punts de referència del nivell en les cinc categories, s'atorga una medalla (bronze, plata o or) en finalitzar. L'adquisició d'aquestes medalles promou el rang del jugador i ajuda a desbloquejar contingut ocult.

### Contingut desbloquejable
Rogue Squadron inclou una sèrie de secrets desbloquejables. El jugador pot desbloquejar tres nivells de bonificació: "Beggar's Canyon", "The Death Star Trench Run" i "The Battle of Hoth". Aquests nivells estan disponibles quan el jugador obté totes les medalles de bronze, plata o or, respectivament, a cada nivell. Alternativament, es poden desbloquejar mitjançant trucs. A diferència dels nivells principals del joc, els nivells de bonificació són adaptacions d'esdeveniments de les pel·lícules Star Wars. "Beggar's Canyon" permet al jugador recrear la carrera esmentada a Una nova esperança, mentre que "The Death Star Trench Run" permet al jugador executar una versió alternativa a la batalla climàtica de la pel·lícula. Al nivell de bonificació "Batalla de Hoth", el jugador pot unir-se al combat de l'Aliança Rebel contra les tropes imperials, tal com es mostra a L'Imperi Contraataca.
Hi ha diverses naus disponibles quan es desbloquegen. Tant el Falcó Mil·lenari com un interceptor TIE estan inicialment presents a la pantalla de selecció de naus. No obstant això, no es pot seleccionar cap dels dos fins que el jugador introdueixi les contrasenyes correctes o aconsegueixi totes les medalles de bronze o plata, respectivament, als nivells de bonificació. Es poden desbloquejar dues altres naus, però cadascuna està limitada a un nivell específic. Un és el T-16 Skyhopper a "Beggar's Canyon", i un AT-ST es pot jugar en un nivell de demostració bàsic desbloquejat només mitjançant una contrasenya. Un model jugable d'un Buick Electra 225 de 1969 basat en un cotxe propietat del dissenyador de so del joc, Rudolph Stember, s'inclou al joc com a ou de Pasqua.
Durant el desenvolupament de Rogue Squadron, Star Wars Episode I: The Phantom Menace—la primera pel·lícula de Star Wars en més de 15 anys— va passar a menys d'un any de la seva data d'estrena prevista. Per aprofitar aquesta oportunitat de màrqueting, Factor 5 va incloure contingut de la propera pel·lícula a Rogue Squadron. Lucasfilm va proporcionar als desenvolupadors l'art de disseny per al Naboo Starfighter, una nau que apareix de manera destacada a la nova pel·lícula. Aquests dissenys es van utilitzar per crear un model dins del joc. Com que el joc estava programat per ser llançat sis mesos abans de la pel·lícula, Factor 5 havia de mantenir en secret la inclusió de la nau. Com a resultat, la majoria de l'equip de desenvolupament del joc a Factor 5 i LucasArts no van ser informats de la seva inclusió. Es va desenvolupar un complex sistema de codificació per ajudar a ocultar el codi de la nau als jugadors que utilitzaven cartutxos de trampes com ara GameShark o Action Replay. Més de sis mesos després del llançament de Rogue Squadron, LucasArts va donar a conèixer el codi per desbloquejar el Naboo Starfighter com una nau jugable. El codi s'ha esmentat com el codi més amagat de la Nintendo 64 a causa del temps que passa abans del seu descobriment.

## Sinopsi

### Ambientació
Star Wars: Rogue Squadron està ambientada a la galàxia fictícia Star Wars, on es lliura una guerra entre l'Imperi Galàctic i l'Aliança Rebel. Els primers quinze nivells del joc es produeixen sis mesos després de la batalla de Yavin—tal com es mostra a Una nova esperança—i abans dels esdeveniments de L'Imperi contraataca. A mesura que l'Imperi va agafant forces per a un assalt total a les forces rebels, Luke Skywalker i Wedge Antilles formen Rogue Squadron, un grup format per dotze dels pilots d'ala X més hàbils de l'Aliança Rebel.
El setze i darrer nivell del joc té lloc durant Imperi obscur, sis anys després de la Batalla d'Endor a El retorn del Jedi. L'Aliança Rebel ha establert la Nova República, que ara controla tres quartes parts de la galàxia. Després de la mort de l'Emperador Palpatine i Darth Vader, l'Imperi Galàctic es va col·lapsar, però va renéixer sota un nou líder misteriós (que en realitat és un clon de Palpatine). Rogue Squadron, ara sota el comandament de Wedge Antilles, continua lluitant contra l'Imperi per protegir la recentment formada República.

### Trama
La història està dividida en quatre capítols, cadascun dels quals comença amb una seqüència d'obertura semblant als que apareixen a les pel·lícules de Star Wars. Es presenten més detalls de la història a través del manual d'instruccions del joc, les sessions informatives prèvies a la missió, les converses de personatges durant el joc i les escenes de cinema del joc. El joc comença amb Rogue Squadron que es troba breument amb l'Imperi al port espacial Mos Eisley a Tatooine. L'equip executa missions d'escorta i rescat a Barkhesh i Chorax, respectivament.

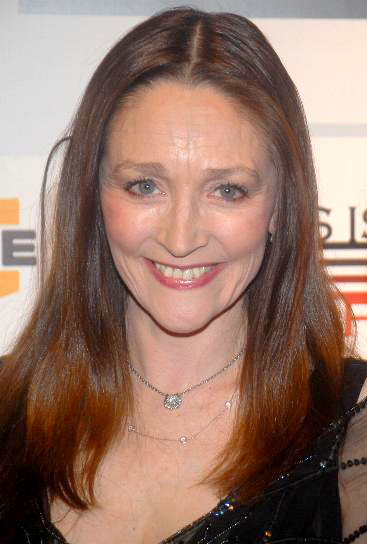
L'actriu de pantalla Olivia Hussey va proporcionar treball de veu per a Kasan Moor.

Els rebels s'assabenten que l'oficial imperial Crix Madine vol desertar a l'Aliança Rebel. L'Imperi llança un atac a Corellia, on està estacionada Madine, per evitar la seva marxa. Rogue Squadron, amb l'ajuda de Han Solo i Chewbacca al Falcó Mil·lenari, lluita contra l'Imperi i ajuda a escortar Madine fora del planeta. Rogue Squadron s'uneix a Gold Squadron, un grup de Y-wings liderats ara per Crix Madine; s'envien a la lluna de Gerrard V per ajudar a la seva recerca d'independència de l'Imperi. Es troben amb el 128è esquadró interceptor TIE i desactiven el TIE de Kasan Moor. Quan Rogue Squadron li diu a Moor que ha estat presa presonera, s'ofereix a desertar i proporcionar a l'Aliança Rebel la intel·ligència imperial.
Amb l'ajuda de la intel·ligència de Kasan Moor, l'Aliança llança tres atacs consecutius contra bases imperials per tota la galàxia. Després d'un assalt a l'Enclavament Imperial, una instal·lació del Kile II que dona suport a les operacions navals de l'Imperi, Wedge Antilles és emboscada per un grup de TIE i és presa captiva. L'Aliança Rebel segueix Wedge fins a un complex de presons imperials al planeta de Kessel. La resta de membres de l'Esquadró Rogue viatgen a Kessel i el rescaten a ell i a altres presoners rebels.
Amb Wedge Antilles lliures i Rogue Squadron de nou amb tota la seva força, l'Aliança Rebel centra la seva atenció en una nova amenaça imperial — Moff Kohl Seerdon. Seerdon està consolidant el poder imperial en preparació per a un atac destinat a capturar Thyferra, un planeta que produeix la substància curativa bacta. Rogue Squadron rep l'ordre d'interrompre la seva operació amb missions d'atac i fugida contra objectius clau a Taloraan i Fest. Com a represàlia, Seerdon ataca i manté com a ostatge una ciutat del planeta Chandrila. Rogue Squadron i l'Aliança contraataquen iniciant una incursió dissenyada per Kasan Moor en una base imperial situada dins d'un volcà a Sullust. Tanmateix, mentre encara era a Sullust, el general Rieekan informa a l'Esquadró que Moff Seerdon ha utilitzat la seva incursió com a diversió i ha començat el seu atac a Thyferra. Amb Seerdon controlant els bacta del planeta i el seu propi subministrament amenaçat, Rogue Squadron arriba ràpidament a Thyferra, mata a Seerdon i allibera el planeta.
Al capítol final, el joc es mou cap al futur, sis anys després de la batalla d'Endor. Rogue Squadron, ara sota el comandament de Wedge Antilles, continua lluitant contra l'Imperi ferit. Al planeta de Mon Calamari, noves armes imperials anomenades World Devastators estan destruint el planeta. El Rogue Squadron es desplega, desactiva els tres Devastators i destrueix la presència imperial.

## Desenvolupament
Després de l'èxit de Star Wars: Shadows of the Empire a la Nintendo 64 l'any 1996, LucasArts va començar a planificar una continuació En aquell moment, Factor 5 estava desenvolupant un motor de joc per crear grans mapes de terreny per a la seva seqüela planificada de LucasArts' Rescue on Fractalus! Després que LucasArts signés un acord d'exclusivitat de tres jocs amb Nintendo, Factor 5 va poder convertir el seu treball a la nova seqüela de Fractalus en un joc de Star Wars. El focus del joc seria el combat de vol; aquesta direcció es va inspirar en un nivell de Shadows of the Empire en què el jugador pilota un snowspeeder durant la Batalla de Hoth. Rogue Squadron i el director de producció de LucasArts, Brett Tosti, van declarar: "Tota aquesta escena va ser en realitat la gènesi de Rogue Squadron perquè tothom va dir: "Per què no feu un joc sencer com aquest?" Així que ho vam fer." Factor 5 i LucasArts van dividir la càrrega de desenvolupament del joc. Factor 5 va dissenyar el motor del joc, la música, i va treballar estretament amb Nintendo, mentre que LucasArts va produir el contingut del joc i s'assegurava que fos fidel al cànon de Star Wars.
Factor 5 va presentar inicialment un concepte per permetre als jugadors jugar a missions similars a les seqüències d'acció preferides dels fans de les pel·lícules de Star Wars. Aquesta proposta, però, va ser rebutjada. En aquell moment, Lucasfilm no es sentia còmode amb els videojocs extrets directament de les pel·lícules ni permetrien que s'incorporés contingut original juntament amb les batalles de les pel·lícules. En conseqüència, el joc resultant es va situar gairebé completament a l'univers expandit Star Wars. Els dissenyadors de LucasArts inicialment van planejar adaptar Rogue Squadron i Star Wars: X-wing Rogue Squadron, una sèrie de llibres i còmics ambientats després dels anys de la trilogia cinematogràfica original, i tenir el joc centrat al voltant de Wedge Antilles. Més tard es va decidir que el joc es centraria en Luke Skywalker i tindria lloc principalment entre els esdeveniments de Una nova esperança i L'imperi contraataca, ja que era més atractiu comercialment.

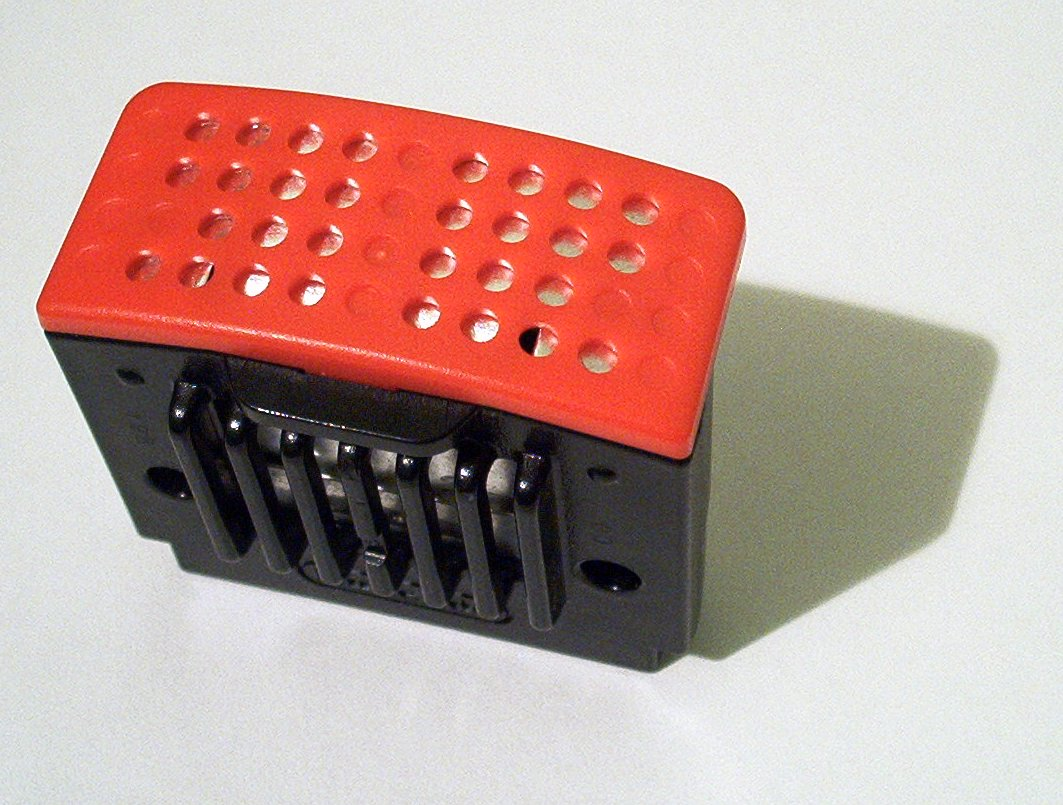
El paquet d'expansió de la Nintendo 64 permet jugar amb una resolució més alta.

LucasArts va començar a desenvolupar la història i el joc en un escenari que inclouria personatges de les pel·lícules que participen en missions noves i originals utilitzant el motor de mapa del terreny de Factor 5 com a base. El pla de disseny bàsic de l'equip de desenvolupament era combinar l'estil d'itinerància lliure de Rescue on Fractalus amb la jugabilitat sobre rails del joc arcade Star Wars de 1983 d'Atari. Inicialment, dissenyar i perfeccionar els controls de vol individualitzats per als diferents vehicles del joc va ser difícil per al programador Mark Haigh-Hutchinson abans de trobar l'equilibri adequat per a cadascun. El maig de 1998, es va mostrar una demostració del joc a l'E3, però el joc estava tan incomplet en aquell moment que Tosti el va considerar una demo tecnològica. Va representar un mapa d'alçada bàsic i un model AT-AT immòbil, mentre que els caces TIE sense intel·ligència artificial van volar i disparar en un camí predeterminat. Quan "reproduïa" la demostració per al públic, Tosti va seguir una ruta de vol molt específica per donar-se la il·lusió que en realitat estava lluitant amb els TIE. Malgrat la presentació senzilla de la demostració, la resposta dels jugadors va ser molt positiva. A la versió final del joc, molts dels caces enemics van continuar seguint rutes de vol predeterminades, ja que calcular les rutes de vol sobre la marxa requeria massa potència de processament.
Al final del desenvolupament, l'equip es va adonar que estaven desenvolupant el joc amb una expansió de la memòria de Nintendo 64 en tot moment. No van poder executar el joc en una Nintendo 64 estàndard, van començar a treballar en tècniques de compressió per permetre que el joc funcionés dins dels límits de la consola estàndard. Al mateix temps, Factor 5 va fer una crida a Nintendo per llançar comercialment l'Expansion Pak de memòria recentment desenvolupat. Nintendo es va mostrar reticent, esperant que la tecnologia es reservi només per a perifèrics de maquinari. Tanmateix, després que Iguana Entertainment també volgués utilitzar l'Expansion Pak per aconseguir una resolució de pantalla més alta per a Turok 2: Seeds of Evil, Factor 5 va rebre llum verda. En última instància, Rogue Squadron es va fer funcionar amb una Nintendo 64 estàndard, però l'Expansion Pak augmenta la seva resolució de 320  240 a 640 × 480.
Lucasfilm va dubtar a l'hora de concedir accés a la biblioteca d'efectes de so Star Wars al dissenyador de so Factor 5, Rudolph Stember. Com a compromís, l'empresa va proporcionar a Stember sons de mostra a una velocitat relativament baixa de 22 kHz, la meitat de la freqüència estàndard. Stember es va oposar, al·legant que els clips sonaven pitjor que els efectes que havia tret de cintes VHS per a un projecte anterior de Star Wars. El joc inclou treball de veu de diverses persones notables, inclosos els actors de pantalla Olivia Hussey i Raphael Sbarge, així com els actors de veu Bob Bergen, Neil Ross i Terence McGovern. En lloc d'utilitzar els controladors de so predeterminats de Nintendo, Factor 5 va desenvolupar la seva pròpia eina anomenada MOsys FX Surround. Els controladors de Factor 5 utilitzen processadors de Nintendo 64, però els tributen menys; es van utilitzar tècniques de compressió avançades. Com a resultat, el joc inclou més de 80 minuts de so estèreo d'alta qualitat.
El novembre de 1998, un mes abans del llançament programat del joc, LucasArts va anunciar l'acord mundial amb Nintendo sobre tres nous videojocs Star Wars. Va concedir a Nintendo els drets per comercialitzar els jocs i tenir els drets exclusius de distribució a tot el món durant cinc anys després de cada llançament. Rogue Squadron va ser el primer joc llançat sota aquest acord. Per promocionar el llançament del joc, Mark Hamill, l'actor que va interpretar a Luke Skywalker a les pel·lícules de Star Wars, va visitar el Mattel Children's Hospital a Los Angeles per jugar amb pacients al Fun Center d'una Starlight Children's Foundation.

## Rebuda
Moltes ressenyes van comparar Star Wars: Rogue Squadron amb una de les seves inspiracions, el nivell de combat en vol de la Batalla de Hoth a Star Wars: Shadows of the Empire, considerat un dels millors elements d'aquest joc. GamePro va remarcar que Rogue Squadron "va millorar el model de vol amb veritables mecàniques de pas, gir i inclinació". IGN va elogiar la seva inclusió de "actualitzacions, més enemics, millor so i impressionants gràfics de segona generació". La versió de Nintendo 64 va rebre crítiques majoritàriament positives i va rebre una puntuació total del 85 per cent tant de GameRankings com de Metacritic. GamePro el va nomenar un dels millors jocs llançats el 1998. En una retrospectiva del 2008, Levi Buchanan d'IGN va declarar que el joc va reviure la llicència de Star Wars a les consoles a través d'un joc a bon ritme, una història lligada al cànon de Star Wars i imatges que el van convertir en "una de les millors sorpreses de la generació".
Els aspectes tècnics del joc van ser elogiats. Les seves imatges es van anomenar "respectables" en la resolució estàndard, però molt elogiat en el mode d'alta resolució (aconseguit mitjançant l'Expansion Pak de Nintendo 64). GameSpot va remarcar que en una resolució més alta, "[les] textures dels paisatges, les naus, els efectes d'il·luminació... tot es veu molt millor," mentre que Peer Schneider d'IGN va dir: "Després de jugar el joc en el mode d'alta resolució opcional (640 × 480) una vegada, és impossible tornar a la resolució estàndard encara respectable". Citant detalls com calcomanes, marques rebels, unitats R2, vistes de cabina i flames d'escapament, Schneider va descriure els models de naus en 3D del joc com a "magnífics". Matt Casamassina d'IGN va dir que el joc era el joc de Nintendo 64 amb millor aspecte fins ara.
Els crítics també van elogiar el disseny de so del joc. Impulsat pels nous controladors d'àudio Factor 5, Rogue Squadron ofereix uns 40 minuts de parla i 40 minuts de música. Ryan Mac Donald de GameSpot creia que la inclusió del joc de treball de veu ampliat va ajudar a crear una atmosfera "com una pel·lícula". IGN va assenyalar que, a més de ser tècnicament impressionant, el so envoltant Dolby Pro Logic del joc era un element de joc important. Els senyals d'àudio ajuden el jugador a determinar les posicions de l'enemic i la direcció del viatge. IGN va atorgar al joc tres premis de so, inclosos els efectes de so, la millor veu i el millor so general de 1998 a Nintendo 64. El joc va obtenir una nominació a "Joc de l'any" a la 2a AIAS Premis Interactive Achievement (ara conegut com els Premis D.I.C.E.).
Alguns crítics es van queixar d'aspectes visuals del joc; als crítics no els va agradar la gran dependència de la boira de distància. Una altra crítica comuna al joc va ser la manca de modes multijugador. L'anàlisi de GamePro va anomenar l'omissió un "pecat greu i imperdonable"; Schneider creia que, alhora que afegia aquests modes, s'hauria estès el valor de reproducció de Rogue Squadron, el joc encara era agradable pel seu sistema de recompensa de medalles i un gran nombre de secrets i desbloquejables.
Encara que gairebé idèntics, la versió per a PC del joc va obtenir puntuacions de revisió més baixes que la seva contrapart de Nintendo 64, amb una puntuació agregada de GameRankings del 80 per cent. Aquesta versió va gaudir de molts dels mateixos elogis pel seu joc, però el maneig i els gràfics es van titllar com a problemàtics. Comparant directament les dues versions, Brad Cook d'AllGame va escriure que el maneig de la versió per a PC és més difícil que la versió N64. Creia que la sensació "entrecorada" del PC feia difícil apuntar als enemics. En contrast amb la seva opinió sobre la versió N64, la revisió de PC d'IGN no es va mostrar entusiasta amb les imatges del joc. El personal d'IGN ho va remarcar que els "els gràfics i els efectes especials no són espectaculars" i que havien "visit millors gràfics" al PC.

### Vendes
Quan Rogue Squadron es va llançar a principis de desembre de 1998, l'encarnació del títol de Nintendo 64 va ser el segon videojoc més venut durant la primera meitat del mes (darrere de The Legend of Zelda: Ocarina of Time de Nintendo). i la temporada de vacances. PC Data, que va fer un seguiment de les vendes als Estats Units, va informar que Rogue Squadron va vendre 584.337 exemplars i va obtenir ingressos de 29,3 milions de dòlars a finals de 1998. Això el va convertir en el novè llançament de l'any de Nintendo  64 més venut al país. Endarrerit fins després de Nadal al Regne Unit, el joc es va llançar a mitjans de gener i va debutar com el segon joc més venut del mes, per davant de Ocarina of Time. L'agost de 1999, Nintendo va afegir el títol a la seva col·lecció Player's Choice més venuda, mentre que la versió per a PC es va tornar a llançar com a part de la sèrie LucasArts Archive el maig de 2001. La versió per a PC també es va publicar a través de la distribució digital el 2015. La versió de Nintendo 64 va vendre més d'1 milió de còpies als Estats Units, i més de 44.000 al Japó. L'èxit al detall de Rogue Squadron no va ser previst pel productor del joc Julian Eggebrecht, que va dir que el joc es va vendre "unes 100 vegades millor del que ningú esperava". Creia que el llançament del joc poc després de les reestrenes a les sales de les pel·lícules originals de Star Wars i només cinc mesos abans de l'estrena en cinemes de Star Wars: Episode I – The Phantom Menace va ajudar a contribuir a l'èxit del joc. Més tard es van desenvolupar i llançar dues seqüeles per a GameCube—Star Wars Rogue Squadron II: Rogue Leader i Star Wars Rogue Squadron III: Rebel Strike—així com Star Wars Episode I: Battle for Naboo, un successor espiritual llançat per a Windows i Nintendo 64.